# Palma Campania
Palma Campania é uma comuna italiana da região da Campania, província de Nápoles, com cerca de 14.485 habitantes. Estende-se por uma área de 20 km², tendo uma densidade populacional de 724 hab/km². Faz fronteira com Carbonara di Nola, Domicella (AV), Lauro (AV), Liveri, Nola, Poggiomarino, San Gennaro Vesuviano, San Giuseppe Vesuviano, Sarno (SA), Striano.

## Demografia
| Variação demográfica do município entre 1861 e 2011                               |
|                                                                                   |
| Fonte: Istituto Nazionale di Statistica (ISTAT) - Elaboração gráfica da Wikipedia |